# Olympische Sommerspiele 1988/Teilnehmer (Panama)
| Gelbes Symbol für Goldmedaillen mit stilisierten Olympischen Ringen | Graues Symbol für Silbermedaillen mit stilisierten Olympischen Ringen | Braundes Symbol für Bronzemedaillen mit stilisierten Olympischen Ringen |
| ------------------------------------------------------------------- | --------------------------------------------------------------------- | ----------------------------------------------------------------------- |
| —                                                                   | —                                                                     | —                                                                       |

Panama nahm an den Olympischen Sommerspielen 1988 in Seoul, Südkorea, mit einer Delegation von sechs Sportlern (allesamt Männer) teil.

## Teilnehmer nach Sportarten

### Gewichtheben
- José Díaz
Bantamgewicht: 19. Platz
- Tómas Rodríguez
Leichtgewicht: 15. Platz

### Ringen
- Ramón Meña
Bantamgewicht, griechisch-römisch: 2. Runde
Bantamgewicht, Freistil: 2. Runde
- Herminio Hidalgo
Leichtgewicht, griechisch-römisch: Viertelfinale
Leichtgewicht, Freistil: 4. Runde
- Arturo Oporta
Federgewicht, Freistil: 2. Runde

### Schwimmen
- Manuel Gutiérrez
100 Meter Brust: 49. Platz
200 Meter Brust: 40. Platz